# Pinheiro (Aguiar da Beira)
Pinheiro é uma povoação portuguesa sede da Freguesia de Pinheiro do Município de Aguiar da Beira, freguesia com 15,88 km² de área e 231 habitantes (censo de 2021), tendo, por isso, uma densidade populacional de 14,5 hab./km².
Localizada na zona ocidental do município, a Freguesia do Pinheiro tem como vizinhos as localidades de Aguiar da Beira, a nordeste, Coruche, a oeste, e Cortiçada, a sueste, e o Município de Sátão a oeste.

## Demografia
A população registada nos censos foi:
| Distribuição da População por Grupos Etários | Distribuição da População por Grupos Etários | Distribuição da População por Grupos Etários | Distribuição da População por Grupos Etários | Distribuição da População por Grupos Etários |
| -------------------------------------------- | -------------------------------------------- | -------------------------------------------- | -------------------------------------------- | -------------------------------------------- |
| Ano                                          | 0-14 Anos                                    | 15-24 Anos                                   | 25-64 Anos                                   | > 65 Anos                                    |
| 2001                                         | 45                                           | 27                                           | 143                                          | 72                                           |
| 2011                                         | 24                                           | 20                                           | 104                                          | 84                                           |
| 2021                                         | 18                                           | 14                                           | 94                                           | 105                                          |